# Eupithecia dissertata
Eupithecia dissertata is een vlinder uit de familie spanners (Geometridae). De wetenschappelijke naam is voor het eerst geldig gepubliceerd in 1905 door Pungeler.
De soort komt voor in Europa.